# (4366) Venikagan
(4366) Venikagan est un astéroïde de la ceinture principale.

## Description
(4366) Venikagan est un astéroïde de la ceinture principale. Il fut découvert le 24 décembre 1979 à Naoutchnyï par Lioudmila Jouravliova. Il présente une orbite caractérisée par un demi-grand axe de 3,16 UA, une excentricité de 0,14 et une inclinaison de 1,7° par rapport à l'écliptique.

## Compléments